# Onzième circonscription de la Gironde
La onzième circonscription de la Gironde est l'une des douze circonscriptions législatives françaises que compte le département de la Gironde (33) situé en région Nouvelle-Aquitaine.

## Description géographique et démographique
La onzième circonscription de la Gironde est délimitée par le découpage électoral de la loi n°86-1197 du 24 novembre 1986
, elle regroupe les divisions administratives suivantes : cantons de Blaye, Bourg, Coutras, Guîtres, Saint-André-de-Cubzac, Saint-Ciers-sur-Gironde, Saint-Savin.
Depuis le redécoupage des cantons de 2014, les circonscriptions législatives ne sont plus composées de cantons entiers mais continuent à être définies selon les limites cantonales en vigueur en 2010 (date du dernier redécoupage des circonscriptions). La onzième  circonscription de la Gironde est ainsi composée des cantons actuels suivants :
- Canton de l'Estuaire
- Canton du Nord-Gironde (sauf les 2 communes incluses dans la dixième circonscription)
- Canton du Nord-Libournais (sauf les 13 communes incluses dans la dixième circonscription)

D'après le recensement de la population de 2019, réalisé par l'Institut national de la statistique et des études économiques (INSEE), la population totale de cette circonscription est estimée à 133 499 habitants,.

## Historique des députations
| Législature | Début de mandat | Fin de mandat  | Député             | Parti politique | Observations                                                                           |
| ----------- | --------------- | -------------- | ------------------ | --------------- | -------------------------------------------------------------------------------------- |
| IXe         | 23 juin 1988    | 1er avril 1993 | Bernard Madrelle   | PS              |                                                                                        |
| Xe          | 2 avril 1993    | 21 avril 1997  | Daniel Picotin,    | UDF,            | Mandat écourté à la suite d'une dissolution parlementaire décidée par Jacques Chirac.  |
| XIe         | 12 juin 1997    | 18 juin 2002   | Bernard Madrelle,  | PS,             |                                                                                        |
| XIIe        | 19 juin 2002    | 19 juin 2007   | Bernard Madrelle,  | PS,             |                                                                                        |
| XIIIe       | 20 juin 2007    | 19 juin 2012   | Philippe Plisson   | PS              |                                                                                        |
| XIVe        | 20 juin 2012    | 20 juin 2017   | Philippe Plisson   | PS              |                                                                                        |
| XVe         | 21 juin 2017    | 21 juin 2022   | Véronique Hammerer | LREM            |                                                                                        |
| XVIe        | 22 juin 2022    | 9 juin 2024    | Edwige Diaz        | RN              | Mandat écourté à la suite d'une dissolution parlementaire décidée par Emmanuel Macron. |
| XVIIe       | 8 juillet 2024  | En cours       | Edwige Diaz        | RN              |                                                                                        |

## Historique des élections
Une chronologie permet de distinguer les députés du territoire depuis 1837. Certains ont été élus sur un scrutin uninominal, d’autres sur un scrutin de liste départemental, d’où l’absence de député Haut-Girondin à certaines époques.
1837-1848 : Édouard de Lagrange, futur sénateur (droite)
1848-1852 : Henri Hubert-Delisle, conseiller général et maire de Saint-André-de-Cubzac, futur sénateur et gouverneur de l’île de La Réunion (bonapartiste)
1852-1857 : Jean-Henri Schÿler, négociant, majorité dynastique (droite)
1857-1859 : Ernest Roguet, mort en fonction (majorité dynastique, droite)
1859-1869 : baron Jérôme David, ministre des Travaux publics en 1870 (droite)
1869-1885 : Ernest Dréolle, journaliste, conseiller général de Saint-Savin, (bonapartiste)
1885-1889 : Pascal Gilbert, banquier et adjoint au maire de Blaye, (républicain)
1889-1893 : Alcée Froin, médecin, maire de Saint-Ciers-sur-Gironde, conseiller général, (conservateur boulangiste)
1893-1902 : Théophile Goujon, conseiller de préfecture, maire de Gauriac, conseiller général de Bourg, mort en fonction (républicain)
1902-1924 : Pierre Dupuy, maire de Saint-Genès de Blaye, patron de presse, plus jeune député de France, (gauche démocratique)
1924-1928 : aucun Haut-Girondin n’est élu sur la liste départementale
1928-1942 : Émile Gellie, sous-préfet, maire de Plassac (républicain de gauche)
1945-1946 : Émile Gellie, maire de Plassac, (GDRI)
1946-1951 : aucun Haut-Girondin n’est élu sur la liste départementale
1951-1956 : Gérard Deliaune, militaire, viticulteur, maire de Saint-Ciers-de-Canesse, conseiller général de Blaye, (RPF, gaulliste)
1956-1958 : Albert Davoust, pâtissier, maire de Saint-Savin (poujadiste)
1958-1966 : Gérard Deliaune, maire de Saint-Ciers-de-Canesse (UDR) 
1966-1968 : Jacques Maugein, professeur, futur maire de Saint-André-de-Cubzac et conseiller général et régional (gauche démocrate et socialiste)
1968-1978 : Gérard Deliaune, maire de Saint-Ciers-de-Canesse (UDR) 
1978-1986 : Bernard Madrelle, professeur, maire de Blaye, conseiller général, conseiller régional (PS)
1986-1988 : aucun Haut-Girondin n’est élu sur la liste départementale
1988-1993 : Bernard Madrelle, (PS)
1993-1997 : Daniel Picotin, avocat, maire de Saint-Ciers-sur-Gironde, conseiller général, conseiller régional (PR-UDF)
1997-2007 : Bernard Madrelle, (PS)
2007-2017 : Philippe Plisson, professeur, maire de Saint-Caprais-de-Blaye, conseiller général, conseiller régional (PS)
2017-2022 : Véronique Hammerer, conseillère municipale de Comps, conseillère régionale de Nouvelle-Aquitaine (LREM)
2022-2027 : Edwige Diaz, conseillère régionale de Nouvelle-Aquitaine (RN)

### Élections de 1988
|                | Bernard Madrelle élu   | PS             | 25 458 | 54,98  |  |  |  |
|                | Alain Guirriec         | UDF (PR) (URC) | 14 537 | 31,4   |  |  |  |
|                | Florence Elvira Martin | FN             | 3 451  | 7,45   |  |  |  |
|                | Élie Martin            | PCF            | 2 856  | 6,17   |  |  |  |
|                |                        |                |        |        |  |  |  |
| Inscrits       | Inscrits               | Inscrits       | 68 553 | 100,00 |  |  |  |
| Abstentions    | Abstentions            | Abstentions    | 21 302 | 31,07  |  |  |  |
| Votants        | Votants                | Votants        | 47 251 | 68,93  |  |  |  |
| Blancs et nuls | Blancs et nuls         | Blancs et nuls | 949    | 2,01   |  |  |  |
| Exprimés       | Exprimés               | Exprimés       | 46 302 | 97,99  |  |  |  |

Le suppléant de Bernard Madrelle était Jean-Louis Biais, professeur de collège, conseiller municipal de Bonzac.

### Élections de 1993
| Candidat       | Candidat                 | Parti          | Premier tour | Premier tour | Second tour | Second tour |  |
| Candidat       | Candidat                 | Parti          | Voix         | %            | Voix        | %           |  |
| -------------- | ------------------------ | -------------- | ------------ | ------------ | ----------- | ----------- |  |
|                | Daniel Picotin élu       | UDF (Rad)      | 18 191       | 37,71        | 26 074      | 52,33       |  |
|                | Bernard Madrelle sortant | PS (ADFP)      | 14 254       | 29,55        | 23 755      | 47,67       |  |
|                | Didier Fontaine          | FN             | 4 349        | 9,01         |             |             |  |
|                | Janick Bergeon           | CPNT           | 3 953        | 8,19         |             |             |  |
|                | Denis Baldès             | PCF            | 2 823        | 5,85         |             |             |  |
|                | Micheline Garuz          | Les Verts (EÉ) | 2 572        | 5,33         |             |             |  |
|                | Jacqueline Bousquet      | LT-LNÉ         | 1 386        | 2,87         |             |             |  |
|                | Antoine Charruey         | Divers         | 717          | 1,49         |             |             |  |
|                |                          |                |              |              |             |             |  |
| Inscrits       | Inscrits                 | Inscrits       | 71 094       | 100,00       | 71 094      | 100,00      |  |
| Abstentions    | Abstentions              | Abstentions    | 20 069       | 28,23        | 18 064      | 25,41       |  |
| Votants        | Votants                  | Votants        | 51 025       | 71,77        | 53 030      | 74,59       |  |
| Blancs et nuls | Blancs et nuls           | Blancs et nuls | 2 780        | 5,45         | 3 201       | 6,04        |  |
| Exprimés       | Exprimés                 | Exprimés       | 48 245       | 94,55        | 49 829      | 93,96       |  |

La suppléante de Daniel Picotin était Nicole Leao, employée de La Poste, maire des Peintures.

### Élections de 1997
| Candidat       | Candidat               | Parti          | Premier tour | Premier tour | Second tour | Second tour |  |
| Candidat       | Candidat               | Parti          | Voix         | %            | Voix        | %           |  |
| -------------- | ---------------------- | -------------- | ------------ | ------------ | ----------- | ----------- |  |
|                | Bernard Madrelle élu   | PS             | 18 830       | 37,82        | 30 263      | 58,06       |  |
|                | Daniel Picotin sortant | UDF (Rad)      | 15 166       | 30,46        | 21 858      | 41,94       |  |
|                | Christian Roche        | FN             | 6 280        | 12,61        |             |             |  |
|                | Denis Baldès           | PCF            | 4 138        | 8,31         |             |             |  |
|                | Marie-Hélène Masse     | Les Verts      | 1 751        | 3,52         |             |             |  |
|                | Jean-Pierre Verret     | MÉI            | 970          | 1,95         |             |             |  |
|                | Jean-Nicolas Sagaspe   | LDI (MPF)      | 955          | 1,92         |             |             |  |
|                | Serge Brindet          | Divers         | 732          | 1,47         |             |             |  |
|                | Philippe Vallart       | US4J           | 729          | 1,46         |             |             |  |
|                | Frédéric Richou        | Extrême droite | 244          | 0,49         |             |             |  |
|                |                        |                |              |              |             |             |  |
| Inscrits       | Inscrits               | Inscrits       | 71 593       | 100,00       | 71 585      | 100,00      |  |
| Abstentions    | Abstentions            | Abstentions    | 19 067       | 26,63        | 16 276      | 22,74       |  |
| Votants        | Votants                | Votants        | 52 526       | 73,37        | 55 309      | 77,26       |  |
| Blancs et nuls | Blancs et nuls         | Blancs et nuls | 2 731        | 5,2          | 3 188       | 5,76        |  |
| Exprimés       | Exprimés               | Exprimés       | 49 795       | 94,8         | 52 121      | 94,24       |  |

Le suppléant de Bernard Madrelle était Philippe Plisson, instituteur, maire de Saint-Caprais-de-Blaye, conseiller général du canton de Saint-Ciers-sur-Gironde à partir de 1998.

### Élections de 2002
| Candidat       | Candidat                       | Parti            | Premier tour | Premier tour | Second tour | Second tour |  |
| Candidat       | Candidat                       | Parti            | Voix         | %            | Voix        | %           |  |
| -------------- | ------------------------------ | ---------------- | ------------ | ------------ | ----------- | ----------- |  |
|                | Bernard Madrelle sortant réélu | PS               | 17 448       | 34,98        | 24 157      | 51,5        |  |
|                | Daniel Picotin                 | UDF (UMP)        | 16 888       | 33,85        | 22 749      | 48,5        |  |
|                | Christian Roche                | FN               | 6 177        | 12,38        |             |             |  |
|                | Jacky Jonchère                 | CPNT             | 2 600        | 5,21         |             |             |  |
|                | Denis Baldès                   | PCF              | 1 910        | 3,83         |             |             |  |
|                | Jean-Pierre Verret             | Les Verts        | 1 366        | 2,74         |             |             |  |
|                | Christophe Couture             | Divers           | 1 098        | 2,2          |             |             |  |
|                | Laetitia Ansorena              | LCR              | 624          | 1,25         |             |             |  |
|                | Maryse Lahaye                  | LO               | 616          | 1,23         |             |             |  |
|                | Anne-Marie Parenteau           | Pôle républicain | 411          | 0,82         |             |             |  |
|                | Michel Salardaine              | MNR              | 252          | 0,51         |             |             |  |
|                | Serge Brindet                  | Divers droite    | 249          | 0,5          |             |             |  |
|                | Bruno Comby                    | GÉ               | 149          | 0,3          |             |             |  |
|                | Alain Dalès                    | Divers           | 96           | 0,19         |             |             |  |
|                |                                |                  |              |              |             |             |  |
| Inscrits       | Inscrits                       | Inscrits         | 76 125       | 100,00       | 76 125      | 100,00      |  |
| Abstentions    | Abstentions                    | Abstentions      | 25 175       | 33,07        | 27 096      | 35,59       |  |
| Votants        | Votants                        | Votants          | 50 950       | 66,93        | 49 029      | 64,41       |  |
| Blancs et nuls | Blancs et nuls                 | Blancs et nuls   | 1 066        | 2,09         | 2 123       | 4,33        |  |
| Exprimés       | Exprimés                       | Exprimés         | 49 884       | 97,91        | 46 906      | 95,67       |  |

Le suppléant de Bernard Madrelle était Philippe Plisson.

### Élections de 2007
| Candidat       | Candidat                       | Parti          | Premier tour | Premier tour | Second tour | Second tour |  |
| Candidat       | Candidat                       | Parti          | Voix         | %            | Voix        | %           |  |
| -------------- | ------------------------------ | -------------- | ------------ | ------------ | ----------- | ----------- |  |
|                | Bernard Madrelle sortant réélu | PS             | 17 511       | 34,85        | 28 186      | 55,07       |  |
|                | Hélène Estrade                 | UMP            | 14 213       | 28,28        | 22 992      | 44,93       |  |
|                | Xavier Loriaud                 | UDF–MoDem      | 3 693        | 7,35         |             |             |  |
|                | Jean-Jacques Edard             | Divers droite  | 2 771        | 5,51         |             |             |  |
|                | Christian Roche                | FN             | 2 399        | 4,77         |             |             |  |
|                | Eddie Puyjalon                 | CPNT           | 2 079        | 4,14         |             |             |  |
|                | Monica Casanova                | LCR            | 1 497        | 2,98         |             |             |  |
|                | Jean-Claude Abanades           | CNIP           | 1 368        | 2,72         |             |             |  |
|                | Véronique Lavaud               | PCF            | 1 201        | 2,39         |             |             |  |
|                | Élisabeth Longchambon          | Les Verts      | 1 185        | 2,36         |             |             |  |
|                | Catherine Crambert             | MPF            | 552          | 1,1          |             |             |  |
|                | Maryse Lahaye                  | LO             | 535          | 1,06         |             |             |  |
|                | Pierre Freyssinel              | MHAN           | 386          | 0,77         |             |             |  |
|                | Christian Baqué                | PT             | 349          | 0,69         |             |             |  |
|                | Yves Montaud                   | Divers         | 262          | 0,5          |             |             |  |
|                | Bruno Paluteau                 | MNR            | 252          | 0,5          |             |             |  |
|                |                                |                |              |              |             |             |  |
| Inscrits       | Inscrits                       | Inscrits       | 82 999       | 100,00       | 82 996      | 100,00      |  |
| Abstentions    | Abstentions                    | Abstentions    | 31 523       | 37,98        | 29 987      | 36,13       |  |
| Votants        | Votants                        | Votants        | 51 476       | 62,02        | 53 009      | 63,87       |  |
| Blancs et nuls | Blancs et nuls                 | Blancs et nuls | 1 223        | 2,38         | 1 831       | 3,45        |  |
| Exprimés       | Exprimés                       | Exprimés       | 50 253       | 97,62        | 51 178      | 96,55       |  |

### Élections de 2012
| Candidat       | Candidat                      | Parti          | Premier tour | Premier tour | Second tour | Second tour |  |
| Candidat       | Candidat                      | Parti          | Voix         | %            | Voix        | %           |  |
| -------------- | ----------------------------- | -------------- | ------------ | ------------ | ----------- | ----------- |  |
|                | Martine Faure sortante réélue | PS             | 21 145       | 43,73        | 27 674      | 60,53       |  |
|                | Yves d'Amecourt               | UMP            | 13 572       | 28,07        | 18 048      | 39,47       |  |
|                | Gonzague Malherbe             | RBM (FN)       | 5 700        | 11,79        |             |             |  |
|                | Michel Hilaire                | FG (PCF) (PG)  | 3 811        | 7,88         |             |             |  |
|                | Dominique Jobard              | EÉLV           | 1 495        | 3,09         |             |             |  |
|                | Frédéric Lataste              | NC             | 1 267        | 2,62         |             |             |  |
|                | Marie-Pierre Fougeret         | AÉI            | 382          | 0,79         |             |             |  |
|                | Marie-Ange Lorblancher        | PCD            | 330          | 0,68         |             |             |  |
|                | Laurent Delage                | NPA            | 277          | 0,57         |             |             |  |
|                | Françoise Dautun              | DLR            | 228          | 0,47         |             |             |  |
|                | Zina Ahmimou                  | LO             | 151          | 0,31         |             |             |  |
|                |                               |                |              |              |             |             |  |
| Inscrits       | Inscrits                      | Inscrits       | 78 599       | 100,00       | 78 612      | 100,00      |  |
| Abstentions    | Abstentions                   | Abstentions    | 29 477       | 37,5         | 31 367      | 39,9        |  |
| Votants        | Votants                       | Votants        | 49 122       | 62,5         | 47 245      | 60,1        |  |
| Blancs et nuls | Blancs et nuls                | Blancs et nuls | 764          | 1,56         | 1 523       | 3,22        |  |
| Exprimés       | Exprimés                      | Exprimés       | 48 358       | 98,44        | 45 722      | 96,78       |  |

### Élections de 2017
Les élections législatives françaises de 2017 ont eu lieu les dimanches 11 et 18 juin 2017.
|                                                                           |                                                                  |                           |                           |                          |                          |
|                                                                           |                                                                  | Premier tour 11 juin 2017 | Premier tour 11 juin 2017 | Second tour 18 juin 2017 | Second tour 18 juin 2017 |
|                                                                           |                                                                  |                           |                           |                          |                          |
|                                                                           |                                                                  | Nombre                    | % des inscrits            | Nombre                   | % des inscrits           |
| Inscrits                                                                  | Inscrits                                                         | 92 941                    | 100,00                    | 92 940                   | 100,00                   |
| Abstentions                                                               | Abstentions                                                      | 48 433                    | 52,11                     | 52 141                   | 56,10                    |
| Votants                                                                   | Votants                                                          | 44 508                    | 47,89                     | 40 799                   | 43,90                    |
|                                                                           |                                                                  |                           | % des votants             |                          | % des votants            |
| Bulletins blancs                                                          | Bulletins blancs                                                 | 838                       | 1,88                      | 2 584                    | 6,33                     |
| Bulletins nuls                                                            | Bulletins nuls                                                   | 408                       | 0,92                      | 1 239                    | 3,04                     |
| Suffrages exprimés                                                        | Suffrages exprimés                                               | 43 262                    | 97,20                     | 36 976                   | 90,63                    |
|                                                                           |                                                                  |                           |                           |                          |                          |
| Candidat Étiquette politique (partis et alliances)                        | Candidat Étiquette politique (partis et alliances)               | Voix                      | % des exprimés            | Voix                     | % des exprimés           |
|                                                                           |                                                                  |                           |                           |                          |                          |
|                                                                           | Véronique Hammerer La République en marche                       | 12 024                    | 27,79                     | 21 085                   | 57,02                    |
|                                                                           | Edwige Diaz Front national                                       | 10 230                    | 23,65                     | 15 891                   | 42,98                    |
|                                                                           | Joëlle Losson La France insoumise                                | 5 112                     | 11,82                     |                          |                          |
|                                                                           | Michelle Lacoste Parti socialiste                                | 3 179                     | 7,35                      |                          |                          |
|                                                                           | Mireille Conte Jaubert Les Républicains                          | 2 924                     | 6,76                      |                          |                          |
|                                                                           | Xavier Loriaud Divers droite                                     | 2 703                     | 6,25                      |                          |                          |
|                                                                           | Denis Baldès Divers droite (Résistons)                           | 1 486                     | 3,43                      |                          |                          |
|                                                                           | Bernard Bournazeau Divers gauche (Parti socialiste diss.)        | 1 378                     | 3,19                      |                          |                          |
|                                                                           | Sébastien Laborde Parti communiste français                      | 1 021                     | 2,36                      |                          |                          |
|                                                                           | Olivier Richard Europe Écologie Les Verts                        | 927                       | 2,14                      |                          |                          |
|                                                                           | Caroline Goguet Écologiste (Mouvement 100 % - Parti animaliste)  | 750                       | 1,73                      |                          |                          |
|                                                                           | Georges Giacomotto Debout la France                              | 573                       | 1,32                      |                          |                          |
|                                                                           | François Jay Extrême droite (Souveraineté, identité et libertés) | 261                       | 0,60                      |                          |                          |
|                                                                           | Marouni Ben Hadj Salem Lutte ouvrière                            | 253                       | 0,58                      |                          |                          |
|                                                                           | Sabine Ligozat Divers (Union populaire républicaine)             | 229                       | 0,53                      |                          |                          |
|                                                                           | Laetitia Depenveiller Divers (Parti du vote blanc)               | 212                       | 0,49                      |                          |                          |
| Source : Ministère de l'Intérieur - Onzième circonscription de la Gironde |                                                                  |                           |                           |                          |                          |

### Élections de 2022
Les élections législatives françaises de 2022 se déroulent lieu les dimanches 12 et 19 juin 2022.
|                                                    |                                                                 |                           |                           |                          |                          |
|                                                    |                                                                 | Premier tour 12 juin 2022 | Premier tour 12 juin 2022 | Second tour 19 juin 2022 | Second tour 19 juin 2022 |
|                                                    |                                                                 |                           |                           |                          |                          |
|                                                    |                                                                 | Nombre                    | % des inscrits            | Nombre                   | % des inscrits           |
| Inscrits                                           | Inscrits                                                        | 98 734                    | 100,00                    | 98 743                   | 100,00                   |
| Abstentions                                        | Abstentions                                                     | 50 204                    | 50,85                     | 51 770                   | 52,43                    |
| Votants                                            | Votants                                                         | 48 530                    | 49,15                     | 46 973                   | 47,57                    |
|                                                    |                                                                 |                           | % des votants             |                          | % des votants            |
| Bulletins blancs                                   | Bulletins blancs                                                | 823                       | 1,70                      | 3 102                    | 6,60                     |
| Bulletins nuls                                     | Bulletins nuls                                                  | 369                       | 0,76                      | 1 126                    | 2,40                     |
| Suffrages exprimés                                 | Suffrages exprimés                                              | 47 338                    | 97,54                     | 42 745                   | 91,00                    |
|                                                    |                                                                 |                           |                           |                          |                          |
| Candidat Étiquette politique (partis et alliances) | Candidat Étiquette politique (partis et alliances)              | Voix                      | % des exprimés            | Voix                     | % des exprimés           |
|                                                    |                                                                 |                           |                           |                          |                          |
|                                                    | Edwige Diaz Rassemblement national                              | 18 662                    | 39,42                     | 25 092                   | 58,70                    |
|                                                    | Véronique Hammerer* Ensemble                                    | 11 230                    | 23,72                     | 17 653                   | 41,30                    |
|                                                    | Mathieu Caillaud Nouvelle Union populaire écologique et sociale | 10 768                    | 22,75                     |                          |                          |
|                                                    | Caroline Coguet Écologistes                                     | 1 318                     | 2,78                      |                          |                          |
|                                                    | Caroline Chalopin Reconquête                                    | 1 127                     | 2,38                      |                          |                          |
|                                                    | Bastien Noury Parti radical de gauche                           | 1 096                     | 2,32                      |                          |                          |
|                                                    | Cécile Picard Les Républicains                                  | 940                       | 1,99                      |                          |                          |
|                                                    | Eddie Puyjalon Le Mouvement de la ruralité                      | 632                       | 1,34                      |                          |                          |
|                                                    | Bruno Grangé Debout la France                                   | 534                       | 1,13                      |                          |                          |
|                                                    | Regine Blatter Parti animaliste                                 | 399                       | 0,84                      |                          |                          |
|                                                    | Zina Ahmimou Lutte ouvrière                                     | 331                       | 0,70                      |                          |                          |
|                                                    | Charles Reny Union citoyenne pour la liberté                    | 301                       | 0,64                      |                          |                          |
| * Députée sortante                                 |                                                                 |                           |                           |                          |                          |

### Élections de 2024
|                          | Edwige Diaz              | RN                       | RN                       | 34 590 | 53,33 |  |  |
|                          | Véronique Hammerer       | RE (ENS)                 | ENS                      | 14 619 | 22,54 |  |  |
|                          | Cecilia Fonseca          | LFI (NFP)                | UG                       | 14 287 | 22,03 |  |  |
|                          | Zina Ahmimou             | LO                       | EXG                      | 1 359  | 2,10  |  |  |
|                          |                          |                          |                          |        |       |  |  |
| Votes valides            | Votes valides            | Votes valides            | Votes valides            | 64 855 | 96,17 |  |  |
| Votes blancs             | Votes blancs             | Votes blancs             | Votes blancs             | 1 778  | 2,64  |  |  |
| Votes nuls               | Votes nuls               | Votes nuls               | Votes nuls               | 804    | 1,19  |  |  |
| Total                    | Total                    | Total                    | Total                    | 67 437 | 100   |  |  |
| Abstention               | Abstention               | Abstention               | Abstention               | 32 559 | 32,56 |  |  |
| Inscrits / participation | Inscrits / participation | Inscrits / participation | Inscrits / participation | 99 996 | 67,44 |  |  |

#### Département de la Gironde
- La fiche de l'INSEE de cette circonscription : « Tableaux et Analyses de la onzième circonscription de la Gironde », sur insee.fr, site de l'Institut national de la statistique et des études économiques (consulté le 10 juin 2007) [PDF]

- « Tous les députés du département de la Gironde depuis 1789 », sur assemblee-nationale.fr, site de l'Assemblée nationale française (consulté le 10 juin 2007)

- « Informations contentieuses sur le département de la Gironde (Élections législatives de 2002) »(Archive.org • Wikiwix • Archive.is • Google • Que faire ?), sur conseil-constitutionnel.fr, site du Conseil constitutionnel (consulté le 13 juin 2007)

#### Circonscriptions en France
- « Carte des circonscriptions législatives en France », sur assemblee-nationale.fr, site de l'Assemblée nationale française (consulté le 10 juin 2007)

- « Résultats électoraux officiels en France »(Archive.org • Wikiwix • Archive.is • Google • Que faire ?), sur interieur.gouv.fr, site du ministère de l'Intérieur (France) (consulté le 13 juin 2007)

- Description et Atlas des circonscriptions électorales de France sur http://www.atlaspol.com, Atlaspol, site de cartographie géopolitique, consulté le 13 juin 2007.